# Orstom (genre)
Pour l’article homonyme, voir ORSTOM.
Genre
Orstom est un genre d'araignées mygalomorphes de la famille des Barychelidae.

## Distribution
Les espèces de ce genre sont endémiques de Nouvelle-Calédonie.

## Liste des espèces
Selon World Spider Catalog (version 14.0, 2013) :
- Orstom aoupinie Raven, 1994
- Orstom chazeaui Raven & Churchill, 1994
- Orstom hydratemei Raven & Churchill, 1994
- Orstom macmillani Raven, 1994
- Orstom tropicus Raven, 1994
- Orstom undecimatus Raven, 1994

## Étymologie
Ce genre tire son nom de l'Office de la recherche scientifique et technique outre-mer (Orstom), qui a organisé l'expédition au cours de laquelle il a été découvert par Robert John Raven, en 1990, au mont Panié, dans la Chaîne centrale de Nouvelle-Calédonie.

## Publication originale
- Raven, 1994 : Mygalomorph spiders of the Barychelidae in Australia and the Western Pacific. Memoirs of the Queensland Museum, vol. 35, no 2, p. 291-706 (texte intégral).